# Gundelfingen, Baden-Württemberg
Gundelfingen är en kommun och ort i Landkreis Breisgau-Hochschwarzwald i regionen Südlicher Oberrhein i Regierungsbezirk Freiburg i förbundslandet Baden-Württemberg i Tyskland.
Kommunen ingår i kommunalförbundet Ehrenkirchen tillsammans med kommunen Heuweiler.